# Colossendeis perforata
Colossendeis perforata is een zeespin uit de familie Colossendeidae. De soort behoort tot het geslacht Colossendeis. Colossendeis perforata werd in 1993 voor het eerst wetenschappelijk beschreven door Turpaeva. 